# Ikari Warriors
Ikari Warriors es un videojuego de arcade creado en 1986 por SNK (manufacturado en los Estados Unidos por Tradewest). Conocido simplemente como 怒 (Ikari, literalmente cólera) en Japón, este era lanzamiento importante de SNK en Estados Unidos y se convirtió en una obra clásica. El juego fue lanzado cuando había muchas copias del videojuego Commando en el mercado. Lo que hizo a Ikari Warriors inmediatamente distinto eran las palancas de mando rotatorias y la posibilidad para que dos personas jueguen simultáneamente.
Ikari Warriors implica a Ralf Jones y Clark Still de la serie The King of Fighters (conocidos fuera de Japón como Paul y Vince en la serie de Ikari Warriors) que luchan a través de los hordas de enemigos. Según el diseñador Keiko Iju, el juego fue inspirado por las películas (entonces populares) de Rambo. Ralf y Clark también hacen una aparición como personajes jugables en el sexto juego de la serie Metal Slug en adelante.

## Legado
Este juego dio lugar a varios juegos similares, así como varias secuelas directas.  Las secuelas del juego son:
- Victory Road (1986)
- Ikari III: The Rescue (1989)

SNK también presentó a un clon de Ikari Warriors en 1987 llamado Guerrilla War (arcade) (Guevara en Japón). El juego presenta a los combatientes comunistas, Che Guevara y Fidel Castro como sus héroes.
En 2019, SNK haría una colaboración con Nintendo para agregar a su personaje Terry Bogard, con el llegarían nuevos espíritus, donde en la lista incluirían no solo soundtracks del juego Ikari Warriors, también incluirían un espíritu del mismo. Específicamente Ralf & Clark.